# Byttneria ambongensis
Byttneria ambongensis är en malvaväxtart. Byttneria ambongensis ingår i släktet Byttneria och familjen malvaväxter.

## Underarter
Arten delas in i följande underarter:
- B. a. ambongensis
- B. a. villosa